# Mistrovství světa v atletice do 17 let 2011
7. mistrovství světa v atletice do 17 let se uskutečnilo ve dnech 6. července – 10. července 2011 v francouzském městě Lille.

## Výsledky

### Muži
| Soutěž                  | Zlato                                              | Výsledek  | Stříbro                                                      | Výsledek  | Bronz                                                     | Výsledek  |
| 100 m                   | Odail Todd                                         | 10,51     | Kazuma Ōseto                                                 | 10,52     | Mickaël Zézé                                              | 10,57     |
| 200 m                   | Stephen Newbold                                    | 20,89     | Odail Todd                                                   | 21,00     | Ronald Darby                                              | 21,08     |
| 400 m                   | Arman Hall                                         | 46,01     | Alfas Kishoyan                                               | 46,58     | Patryk Dobek                                              | 46,67     |
| 800 m                   | Leonard Kirwa Kosencha                             | 1:44,08   | Mohammed Aman                                                | 1:44,68   | Timothy Kitum                                             | 1:44,98   |
| 1500 m                  | Teshome Diressa                                    | 3:39,13   | Vincent Kiprotich Mutai                                      | 3:39,17   | Jonathan Kiplimo Sawe                                     | 3:39,54   |
| 3000 m                  | William Malel Sitonik                              | 7:40,10   | Patrick Mutunga Mwikya                                       | 7:40,47   | Abrar Osman Adem                                          | 7:40,89   |
| 2000 m překážek         | Conseslus Kipruto                                  | 5:28,65   | Gilbert Kiplangat Kirui                                      | 5:30,49   | Zacharia Kiprotich                                        | 5:37,98   |
| 110 m překážek (91,4cm) | Andries van der Merwe                              | 13,41     | Joshua Hawkins                                               | 13,44     | Wilhem Belocian                                           | 13,51     |
| 400 m překážek (84,0cm) | Jegor Kuzniecow                                    | 50,97     | Ibrahim Mohamed Saleh                                        | 51,14     | Takahiro Matsumoto                                        | 51,26     |
| Štafeta švédská         | Ronald Darby Aldrich Bailey Najee Glass Arman Hall | 1:49,47   | Kazuma Ōseto Akiyuki Hashimoto Shōtarō Aikyō Takuya Fukunaga | 1:50,69   | Wilhem Belocian Mickaël Zézé Jordan Geenen Thomas Jordier | 1:51,81   |
| Chůze na 10 000 m       | Pavel Paršin                                       | 40:51,31  | Kenny Martín Pérez                                           | 40:59,25  | Erwin González                                            | 41:09,60  |
| Skok do výšky           | Gaël Levécque                                      | 2,13      | Usman Usmanow                                                | 2,13      | Justin Fondren                                            | 2,13      |
| Skok o tyči             | Robert Renner                                      | 5,25      | Melker Svärd-Jacobsson                                       | 5,15      | Jacob Blankenship                                         | 5,05      |
| Skok daleký             | Lin Qing                                           | 7,83      | Johan Taléus                                                 | 7,44      | Stefano Braga                                             | 7,42      |
| Trojskok                | Latario Collie-Minns                               | 16,06     | Albert Janki                                                 | 15,95     | Lathone Collie-Minns                                      | 15,51     |
| Vrh koulí (5 kg)        | Jacko Gill                                         | 24,35     | Tyler Schultz                                                | 20,35     | Braheme Days                                              | 20,14     |
| Hod diskem (1,5 kg)     | Fedrick Dacres                                     | 67,05     | Ethan Cochran                                                | 61,37     | Gerhard de Beer                                           | 60,63     |
| Hod kladivem (5 kg)     | Bence Pásztor                                      | 82,60     | Özkan Baltacı                                                | 78,63     | Serhij Reheda                                             | 74,06     |
| Hod oštěpem (700 g)     | Reinhard van Zyl                                   | 82,96     | Morné Moolman                                                | 80,99     | Zhang Guisheng                                            | 77,62     |
| Osmiboj                 | Jake Stein                                         | 6491 bodů | Fredrick Ekholm                                              | 6127 bodů | Felipe dos Santos                                         | 5966 bodů |

### Ženy
| Soutěž                  | Zlato                                                                 | Výsledek  | Stříbro                                                     | Výsledek  | Bronz                                                        | Výsledek  |
| 100 m                   | Jennifer Madu                                                         | 11,57     | Myasia Jacobs                                               | 11,61     | Christania Williamsová                                       | 11,63     |
| 200 m                   | Desiree Henry                                                         | 23,25     | Christian Brennanová                                        | 23,47     | Shericka Jacksonová                                          | 23,62     |
| 400 m                   | Shaunae Millerová                                                     | 51,84     | Christian Brennanová                                        | 52,12     | Olivia Jamesová                                              | 52,14     |
| 800 m                   | Ajeé Wilsonová                                                        | 2:02,64   | Wang Chunyu                                                 | 2:03.23   | Jessica Juddová                                              | 2:03,43   |
| 1500 m                  | Faith Chepngetich Kipyegon                                            | 4:09,48   | Senbere Teferi                                              | 4:10,54   | Genet Tibieso                                                | 4:11,56   |
| 3000 m                  | Gotytom Gebreslase                                                    | 8:56,36   | Ziporah Wanjiru Kingori                                     | 8:56,82   | Caroline Chepkoech Kipkirui                                  | 8:58,63   |
| 110 m překážek          | Norah Jeruto Tanui                                                    | 6:16,41   | Fadwa Sidi Madane                                           | 6:20.98   | Lilian Jepkorir Chemweno                                     | 6:21.85   |
| 100 m překážek (76,2cm) | Trinity Wilson                                                        | 13,11     | Noemi Zbären                                                | 13,17     | Kendell Williams                                             | 13,28     |
| 400 m překážek          | Nnenya Hailey                                                         | 57,93     | Sarah Carli                                                 | 58,05     | Surian Hechavarría                                           | 58,37     |
| Štafeta švédská         | Christania Williams Shericka Jacksonová Chris-Ann Gordon Olivia James | 2:03,42   | Jennifer Madu Bealoved Brown Kendall Baisden Robin Reynolds | 2:03,92   | Shamelle Pless Khamica Bingham Christian Brennan Sage Watson | 2:05,72   |
| Chůze na 5 000 m        | Kate Veale                                                            | 21:45,59  | Mao Yanxue                                                  | 22:00,15  | Nadieżda Leontjewa                                           | 22:00,84  |
| Skok do výšky           | Ligia Grozav                                                          | 1,87      | Iryna Heraszczenko                                          | 1,87      | Chanice Porter                                               | 1,82      |
| Skok o tyči             | Desiree Singh                                                         | 4,25      | Liz Parnov                                                  | 4,20      | Lucy Bryan                                                   | 4,10      |
| Skok daleký             | Chanice Porter                                                        | 6,22      | Anastassia Angioi                                           | 6,17      | Marina Buczelnikowa                                          | 6,11      |
| Trojskok                | Sokhna Galle                                                          | 13,62     | Li Jingyu                                                   | 13,57     | Ana Peleteirová                                              | 12,92     |
| Vrh koulí               | Guo Tianqian                                                          | 15,24     | Sophie McKinna                                              | 14,90     | Katinka Urbaniak                                             | 14,71     |
| Hod diskem              | Rosalía Vázquez                                                       | 53,51     | Liang Yan                                                   | 52,89     | Shelbi Vaughan                                               | 52,58     |
| Hod kladivem            | Louisa James                                                          | 57,13     | Malwina Kopron                                              | 57,03     | Roxana Perie                                                 | 56,75     |
| Hod oštěpem             | Christin Hussongová                                                   | 59,74     | Sofi Flinck                                                 | 54,62     | Monique Cilione                                              | 52,77     |
| Sedmiboj                | Yusleidys Mendieta                                                    | 5697 bodů | Yorgelis Rodríguez                                          | 5671 bodů | Marjolein Lindemans                                          | 5532 bodů |